# Liste der denkmalgeschützten Objekte in Maissau
Die Liste der denkmalgeschützten Objekte in Maissau enthält die 47 denkmalgeschützten, unbeweglichen Objekte der Gemeinde Maissau.

## Denkmäler
| Foto |                 | Denkmal | Standort                                                     | Beschreibung | Metadaten |
| ---- | --------------- | --- | ------------------------------------------------------------ | --- | --- |
| ja   | Datei hochladen | Pfarrhof HERIS-ID: 16361 Objekt-ID: 12620                                                                               | Eggendorf am Walde 40 Standort KG: Eggendorf am Walde        | Der Pfarrhof von Eggendorf, ein zweigeschoßiger fünfachsiger Bau mit Walmdach, 1774 bis 1776 erbaut, hat umlaufende gekehlte Gesimse an der Dachtraufe und zwischen den Etagen. Die Fenster und das zentrale Rechteckportal sind faschengerahmt. | BDA-Hist.: Q37813272 Status: § 2a Stand der BDA-Liste: 2025-06-30 Name: Pfarrhof GstNr.: 19 Pfarrhof Eggendorf am Walde, Gemeinde Maissau                                                           |
| ja   | Datei hochladen | katholische Pfarrkirche heiliger Jakobus der Ältere HERIS-ID: 16357 Objekt-ID: 12616                                    | Eggendorf am Walde 40, neben Standort KG: Eggendorf am Walde | Die Pfarrkirche hl. Jakobus der Ältere ist ein barocker Bau mit südwestlich eingestelltem Turm und vorgestellter halbrunder Apsis. Die Fassade ist durch faschengerahmte Rundbogenfenster schlicht gegliedert. Der Turm mit Pyramidenhelm wurde nach einem Brand im Jahre 1846 zweigeschoßig erneuert. Seine Fassade ist durch Ecklisenen und ebenfalls faschengerahmte Rundbogenfenster im Schallgeschoß gegliedert. | BDA-Hist.: Q14545267 Status: § 2a Stand der BDA-Liste: 2025-06-30 Name: katholische Pfarrkirche heiliger Jakobus der Ältere GstNr.: 21 Pfarrkirche Eggendorf am Walde                               |
| ja   | Datei hochladen | Figur heiliger Johannes Nepomuk HERIS-ID: 16359 Objekt-ID: 12618 marterl.at: 14597                                      | Standort KG: Eggendorf am Walde                              | Auf einem prismatischen Sockel steht, von einer Putte begleitet, eine Figur des hl. Johannes Nepomuk. | BDA-Hist.: Q105640674 Status: § 2a Stand der BDA-Liste: 2025-06-30 Name: Figur heiliger Johannes Nepomuk GstNr.: 870                                                                                |
| ja   | Datei hochladen | Wegkapelle HERIS-ID: 16360 Objekt-ID: 12619 marterl.at: 14259                                                           | Eggendorf am Walde 40, vor Standort KG: Eggendorf am Walde   | Die übergiebelte barocke Kapelle des frühen 18. Jahrhunderts dient als Kriegerdenkmal. Sie hat eine hohe Rundbogennische, darin eine Maria-Immaculata-Figur über einem Globus die Schlange zertretend, flankiert von zwei Statuen des hl. Johannes Nepomuk. | BDA-Hist.: Q37813246 Status: § 2a Stand der BDA-Liste: 2025-06-30 Name: Wegkapelle GstNr.: 870 Eggendorf Kapelle GstNr 870                                                                          |
| ja   | Datei hochladen | Ortskapelle HERIS-ID: 16353 Objekt-ID: 12612                                                                            | Kleinburgstall 12 Standort KG: Kleinburgstall                | Der schlichte Bau stammt aus dem Jahre 1842 und beinhaltet Reste einer neugotischen Ausstattung. | BDA-Hist.: Q2032164 Status: § 2a Stand der BDA-Liste: 2025-06-30 Name: Ortskapelle GstNr.: 12 Ortskapelle Klein-Burgstall (Maissau)                                                                 |
| ja   | Datei hochladen | Bildstock HERIS-ID: 16355 Objekt-ID: 12614 marterl.at: 14469                                                            | Standort KG: Kleinburgstall                                  | Die toskanische Säule mit Quaderaufsatz nördlich des Ortes an der Straße nach Reikersdorf zeigt im Aufsatz Reliefs der Kreuzigung und der Mater Dolorosa. Sie ist mit 1716 bezeichnet und von einem Steinkreuz gekrönt. | BDA-Hist.: Q37813197 Status: § 2a Stand der BDA-Liste: 2025-06-30 Name: Bildstock GstNr.: 447/1 Maissau Bildstock 477/1                                                                             |
| ja   | Datei hochladen | Friedhof christlich HERIS-ID: 16388 Objekt-ID: 12648                                                                    | Gartengasse 10 Standort KG: Limberg                          | Der Friedhof mit zahlreichen barocken Grabsteinen ist um die Kirche angeordnet. Drei der Grabsteine aus den Jahren 1699, 1761 und 1841 sind in Nischen außen an der Friedhofsmauer eingelassen. | BDA-Hist.: Q37813853 Status: § 2a Stand der BDA-Liste: 2025-06-30 Name: Friedhof christlich GstNr.: 1, 178/2                                                                                        |
| ja   | Datei hochladen | Höhensiedlung Heidenstatt HERIS-ID: 16375 Objekt-ID: 12635                                                              | Heidenstatt Standort KG: Limberg                             | Die Höhensiedlung Heidenstatt ist eine archäologische Fundstätte mit Siedlungsspuren vom Neolithikum über die römische Kaiserzeit bis ins 9. Jahrhundert. Anmerkung: Die Höhensiedlung erstreckt sich über die Gemeinden Burgschleinitz-Kühnring und Maissau. | BDA-Hist.: Q37813593 Status: Bescheid Stand der BDA-Liste: 2025-06-30 Name: Höhensiedlung Heidenstatt GstNr.: 334, 336/1, 335                                                                       |
| ja   | Datei hochladen | Gnadenstuhl HERIS-ID: 16381 Objekt-ID: 12641 marterl.at: 11719                                                          | Standort KG: Limberg                                         | Ein abgefaster Pfeiler trägt eine Dreifaltigkeitsdarstellung in Form eines Gnadenstuhls aus dem Jahre 1748. | BDA-Hist.: Q37813679 Status: § 2a Stand der BDA-Liste: 2025-06-30 Name: Gnadenstuhl GstNr.: 1174 |
| ja   | Datei hochladen | Figurenbildstock Kreuzigung; Jüngstes Gericht HERIS-ID: 16382 Objekt-ID: 12642                                          | Standort KG: Limberg                                         | Reliefs Jüngstes Gericht, Mater Dolorosa und Kreuzigung auf prismatischem Sockel mit verwitterter Inschrift aus dem Jahre 1863. | BDA-Hist.: Q37813700 Status: § 2a Stand der BDA-Liste: 2025-06-30 Name: Figurenbildstock Kreuzigung; Jüngstes Gericht GstNr.: 1167/1 Limberg Kreuzigung                                             |
| ja   | Datei hochladen | Figurenbildstock Heilige Dreifaltigkeit HERIS-ID: 16385 Objekt-ID: 12645 marterl.at: 14615                              | Standort KG: Limberg                                         | Auf einem aus Steinquadern gemauerten Sockel steht die Figurengruppe Heilige Dreifaltigkeit. | BDA-Hist.: Q37813779 Status: § 2a Stand der BDA-Liste: 2025-06-30 Name: Figurenbildstock Heilige Dreifaltigkeit GstNr.: 1163/9                                                                      |
| ja   | Datei hochladen | Figur heiliger Johannes Nepomuk HERIS-ID: 16386 Objekt-ID: 12646 marterl.at: 12160                                      | Bahnstraße 4, gegenüber Standort KG: Limberg                 | Die Figur des Johannes Nepomuk aus der ersten Hälfte des 18. Jahrhunderts steht auf einem Sockel aus dem Jahre 1802, in welchem auch die Figur renoviert wurde. | BDA-Hist.: Q105640675 Status: § 2a Stand der BDA-Liste: 2025-06-30 Name: Figur heiliger Johannes Nepomuk GstNr.: 1163/6                                                                             |
| ja   | Datei hochladen | katholische Filialkirche heiliger Jakob HERIS-ID: 16387 Objekt-ID: 12647                                                | Hauptstraße 27, bei Standort KG: Limberg                     | Die Filialkirche hl. Jakob ist ein romanischer Saalbau aus dem 12. Jahrhundert mit mächtigem Westturm. Der Bau ist mit steinsichtigem Quader- und Bruchsteinmauerwerk errichtet, wurde später nach Süden erweitert und Ende des 17. Jahrhunderts barock verändert. Gotische Strebepfeiler an der Fassade des Langschiffes und der Apsis, Spitzbogen- und Rundbogenfenster. Der Turm ist mit gekuppelten romanischen Fenstern mit Mittelsäulchen im Schallgeschoß und einem erneuerten Pyramidenhelm ausgestattet. Um die Kirche liegt der Friedhof. | BDA-Hist.: Q14545301 Status: § 2a Stand der BDA-Liste: 2025-06-30 Name: katholische Filialkirche heiliger Jakob GstNr.: 1 Filialkirche hl. Jakob (Limberg)                                          |
| ja   | Datei hochladen | Gesamtanlage Schloss Limberg samt Nebengebäuden, Mauer, Brunnen und heiligem Florian HERIS-ID: 111128 Objekt-ID: 128915 | Bahnstraße 1 Standort KG: Limberg                            | Die im Kern spätgotische zweigeschoßige Vierflügelanlage mit Ziegelwalmdächern und Turm wurde um 1570 ausgebaut. Eine Inschrift über dem Portal an der Südfassade zeigt diese Jahreszahl. Das Schloss war ursprünglich von einer wehrhaften Mauer umschlossen, von der heute nur mehr Teile erhalten sind. | BDA-Hist.: Q1670505 Status: Bescheid Stand der BDA-Liste: 2025-06-30 Name: Anlage Schloss Limberg samt Nebengebäuden, Mauer, Brunnen u. hl.Florian GstNr.: 97/1, 98, 101/1 Schloss Limberg, Maissau |
| ja   | Datei hochladen | Bildstock HERIS-ID: 16403 Objekt-ID: 12663 marterl.at: 11828                                                            | Standort KG: Maissau                                         | Der Bildstock ist ein achteckiger Pfeiler, bezeichnet mit 1635, mit einer Stifterinschrift im Quaderaufsatz und einer bekrönenden Steinkreuzpyramide. | BDA-Hist.: Q37814055 Status: § 2a Stand der BDA-Liste: 2025-06-30 Name: Bildstock GstNr.: 2033 Maissau Bildstock 2033                                                                               |
| ja   | Datei hochladen | Znaimer Tor, Altes Rathaus HERIS-ID: 16415 Objekt-ID: 12675                                                             | Am Graben 1 Standort KG: Maissau                             | Das Znaimer Tor ist ein zweigeschoßiger Torbau, der im Kern aus dem 16. Jahrhundert stammt. Er hat eine tonnengewölbte Durchfahrt, im Obergeschoß eine Eckquaderung und Fensterrahmung aus der Zeit um 1870. | BDA-Hist.: Q37814275 Status: § 2a Stand der BDA-Liste: 2025-06-30 Name: Znaimer Tor, Altes Rathaus GstNr.: 32 Maissau Statue Johannes Nepomuk (Stadttor)                                            |
| ja   | Datei hochladen | Bildstock HERIS-ID: 16413 Objekt-ID: 12673                                                                              | vor Hauptplatz 18 Standort KG: Maissau                       | Der Bildstock am Hauptplatz ist ein abgefaster Pfeiler mit Quaderaufsatz und Steinkreuzbekrönung aus dem Jahr 1681. Im Quaderaufsatz sind Reliefs der Kreuzigung und des hl. Sebastian zu sehen. | BDA-Hist.: Q37814228 Status: § 2a Stand der BDA-Liste: 2025-06-30 Name: Bildstock GstNr.: 2093/18                                                                                                   |
| ja   | Datei hochladen | Kaiser Franz Joseph Brunnen HERIS-ID: 16414 Objekt-ID: 12674                                                            | vor Hauptplatz 10 Standort KG: Maissau                       | Zum 40-jährigen Regierungsjubiläum von Kaiser Franz Joseph wurde der Brunnen mit der Büste des Kaisers im Jahre 1888 errichtet. | BDA-Hist.: Q37814251 Status: § 2a Stand der BDA-Liste: 2025-06-30 Name: Kaiser Franz Joseph Brunnen GstNr.: 2093/23                                                                                 |
| ja   | Datei hochladen | Schloss Maissau HERIS-ID: 16422 Objekt-ID: 12682                                                                        | Kirchenplatz 1 Standort KG: Maissau                          | Eine Hochburg mit Bergfried aus dem 13./14. Jahrhundert wurde im 16. und 17. Jahrhundert erweitert. Der zweigeschoßige Torturm wurde 1879 errichtet. | BDA-Hist.: Q1013068 Status: Bescheid Stand der BDA-Liste: 2025-06-30 Name: Schloss Maissau GstNr.: 1, 2/1, 2/2, 3/1, 4 Burg Maissau                                                                 |
| ja   | Datei hochladen | Stadtmauer HERIS-ID: 16416 Objekt-ID: 12676                                                                             | bei Hauptplatz 1 Standort KG: Maissau                        | In Maissau sind Reste der Stadtbefestigung aus dem 15./16. Jahrhundert erhalten, die im Jahre 1645 von den Schweden teilweise zerstört wurde. | BDA-Hist.: Q37814323 Status: § 2a Stand der BDA-Liste: 2025-06-30 Name: Stadtmauer GstNr.: 32 City wall of Maissau                                                                                  |
| ja   | Datei hochladen | Bürgerhaus HERIS-ID: 16409 Objekt-ID: 12669                                                                             | Kremser Straße 7 Standort KG: Maissau                        | Der dörfliche Bau hat einen Kern aus dem 18. Jahrhundert. | BDA-Hist.: Q37814120 Status: Bescheid Stand der BDA-Liste: 2025-06-30 Name: Bürgerhaus GstNr.: 190                                                                                                  |
| ja   | Datei hochladen | Fundzone Ziegelgraben HERIS-ID: 16389 Objekt-ID: 12649                                                                  | Ziegelgraben Standort KG: Maissau                            | | BDA-Hist.: Q37813869 Status: Bescheid Stand der BDA-Liste: 2025-06-30 Name: Fundzone Ziegelgraben GstNr.: 2174, 2175/2, 2175/3, 2160/1, 2162, 2163, 2188                                            |
| ja   | Datei hochladen | katholische Pfarrkirche heiliger Veit HERIS-ID: 16390 Objekt-ID: 12650                                                  | Kirchenplatz 3, neben Standort KG: Maissau                   | Die Pfarrkirche hl. Veit ist ein spätbarocker Saalbau mit Fassadengliederung durch Putzstreifen aus dem Jahre 1767. Der Turm verfügt über eine vierzonige Gliederung und Uhrengiebeln aus dem Jahre 1843. | BDA-Hist.: Q14545260 Status: § 2a Stand der BDA-Liste: 2025-06-30 Name: katholische Pfarrkirche heiliger Veit GstNr.: 46 Pfarrkirche Maissau                                                        |
| ja   | Datei hochladen | Pfarrhof HERIS-ID: 16391 Objekt-ID: 12651                                                                               | Kirchenplatz 3, bei Standort KG: Maissau                     | Der Pfarrhof von Maissau ist ein zweigeschoßiger, niedriger, traufständiger Bau mit Satteldach und schmuckloser Fassade. Das Portal mit genuteter Rahmung stammt aus dem Jahre 1767, darüber ist eine Inschriftenkartusche zu sehen. | BDA-Hist.: Q37813896 Status: § 2a Stand der BDA-Liste: 2025-06-30 Name: Pfarrhof GstNr.: 47 Pfarrhof Maissau                                                                                        |
| ja   | Datei hochladen | Dreifaltigkeitssäule HERIS-ID: 16392 Objekt-ID: 12652 marterl.at: 14590                                                 | am Kirchenplatz Standort KG: Maissau                         | Die Figurengruppe Hl. Dreifaltigkeit aus dem Ende des 17. Jahrhunderts steht auf einer schlanken Säule über einem Sockel mit verwitterter Inschrift. | BDA-Hist.: Q37813909 Status: § 2a Stand der BDA-Liste: 2025-06-30 Name: Dreifaltigkeitssäule GstNr.: 2093/1                                                                                         |
| ja   | Datei hochladen | Figur hl. Johannes Nepomuk HERIS-ID: 16393 Objekt-ID: 12653 marterl.at: 11827                                           | vor Kirchenplatz 2 Standort KG: Maissau                      | Der barocke Bildstock stammt aus dem Jahre 1710 und wurde 1768 renoviert. | BDA-Hist.: Q37813920 Status: § 2a Stand der BDA-Liste: 2025-06-30 Name: Figur hl. Johannes Nepomuk GstNr.: 2082 Maissau Statue Johannes Nepomuk (Quittengang)                                       |
| ja   | Datei hochladen | Bildstock HERIS-ID: 16400 Objekt-ID: 12660 marterl.at: 11942                                                            | Standort KG: Maissau                                         | Der prismatische Pfeiler hat einen reliefierten Volutenaufsatz und eine Steinkreuzbekrönung. | BDA-Hist.: Q37814031 Status: § 2a Stand der BDA-Liste: 2025-06-30 Name: Bildstock GstNr.: 2421 Maissau Bildstock 2421                                                                               |
| ja   | Datei hochladen | Bildstock HERIS-ID: 16406 Objekt-ID: 12666 marterl.at: 12158                                                            | Kellergasse 1, bei Standort KG: Maissau                      | Der abgefaste Pfeiler mit reliefiertem Quaderaufsatz und bekrönendem Steinkreuz stammt aus dem Jahre 1757. | BDA-Hist.: Q37814077 Status: § 2a Stand der BDA-Liste: 2025-06-30 Name: Bildstock GstNr.: 2093/13 Maissau Bildstock 2093/13                                                                         |
| ja   | Datei hochladen | Figur heiliger Donatus HERIS-ID: 16407 Objekt-ID: 12667 marterl.at: 11881                                               | Standort KG: Maissau                                         | Auf dem abgefasten, mit 1773 bezeichneten Pfeiler steht eine Figur des hl. Donatus. | BDA-Hist.: Q37814099 Status: § 2a Stand der BDA-Liste: 2025-06-30 Name: Figur heiliger Donatus GstNr.: 2084                                                                                         |
| ja   | Datei hochladen | Figur heiliger Johannes Nepomuk HERIS-ID: 16411 Objekt-ID: 12671 marterl.at: 14289                                      | Hauptplatz 1, bei Standort KG: Maissau                       | Die barocke Figur des hl. Johannes Nepomuk steht auf einem Postament und ist bezeichnet mit 1773. | BDA-Hist.: Q37814147 Status: § 2a Stand der BDA-Liste: 2025-06-30 Name: Figur heiliger Johannes Nepomuk GstNr.: 32 Maissau Statue Johannes Nepomuk (Stadttor)                                       |
| ja   | Datei hochladen | Figur heiliger Florian HERIS-ID: 16412 Objekt-ID: 12672 marterl.at: 11826                                               | Kremser Straße 24, bei Standort KG: Maissau                  | Die barocke Figur des hl. Florian steht auf einem Postament und ist mit 1773 bezeichnet. | BDA-Hist.: Q37814206 Status: § 2a Stand der BDA-Liste: 2025-06-30 Name: Figur heiliger Florian GstNr.: 32 Maissau Statue Florian von Lorch                                                          |
| ja   | Datei hochladen | Stadtmauer HERIS-ID: 29536 Objekt-ID: 26184                                                                             | Standort KG: Maissau                                         | Von der einstigen Stadtbefestigung, die vermutlich aus dem letzten Viertel des 14. Jahrhunderts stammte, sind nur noch Fragmente vorwiegend aus dem 15. und 16. Jahrhundert erhalten. So etwa Reste des südlichen Stadttores, das im Jahre 1833 wegen Ausbaus der Poststraße Krems-Znaim abgerissen wurde. | BDA-Hist.: Q37927305 Status: § 2a Stand der BDA-Liste: 2025-06-30 Name: Stadtmauer GstNr.: 32, 49, 50, 61/2 City wall of Maissau                                                                    |
| ja   | Datei hochladen | Brunnenstube von Schloss Maissau HERIS-ID: 34408 Objekt-ID: 32700                                                       | Kirchenplatz 1 (1), in der Nähe Standort KG: Maissau         | | BDA-Hist.: Q37957870 Status: Bescheid Stand der BDA-Liste: 2025-06-30 Name: Schloss Maissau/Brunnenstube GstNr.: 1871/1, 1871/10 Maissau Brunnenstube von Schloss Maissau                           |
| ja   | Datei hochladen | Ehem. Schule, Gottfried-von-Einem-Gedenkstätte HERIS-ID: 6145 Objekt-ID: 2020                                           | Oberdürnbach 7 Standort KG: Oberdürnbach                     | Die ehemalige Schule ist ein schlichtes eingeschoßiges Gebäude mit faschengerahmten Fenstern und rundum weit vorspringendem Satteldach mit verbrettertem Giebel. Sie ist durch ein giebelseitiges faschengerahmtes Segmentbogenportal zugänglich. Im Garten sind Reste des Bruchsteinmauerwerkes der ehemaligen Burg erhalten. Das Gebäude dient als Museum. | BDA-Hist.: Q37879411 Status: Bescheid Stand der BDA-Liste: 2025-06-30 Name: Ehem. Schule, Gottfried von Einem-Gedenkstätte GstNr.: 3/1                                                              |
| ja   | Datei hochladen | katholische Filialkirche heilige Katharina HERIS-ID: 16346 Objekt-ID: 12605                                             | Oberdürnbach 9, gegenüber Standort KG: Oberdürnbach          | Die Filialkirche hl. Katharina ist eine ehemalige gotische Burgkapelle aus dem Jahre 1339 mit Ostturm und barockem Langhauszubau. Die Fassade ist durch Putzfelder des 18. Jahrhunderts gegliedert. Der Turm ist mit Pilastern und Rundbogenfenstern im Schallgeschoß unter einem Zwiebelhelm ausgestattet. | BDA-Hist.: Q37813141 Status: § 2a Stand der BDA-Liste: 2025-06-30 Name: katholische Filialkirche heilige Katharina GstNr.: 1                                                                        |
| ja   | Datei hochladen | Figurenbildstock Christus in der Rast HERIS-ID: 16348 Objekt-ID: 12607 marterl.at: 11583                                | Standort KG: Oberdürnbach                                    | Ein abgefaster Pfeiler mit Zunftzeichenrelief aus dem Jahre 1707 trägt einen niedrigen Inschriftensockel auf welchem die Figur Christus in der Rast steht. | BDA-Hist.: Q37813153 Status: § 2a Stand der BDA-Liste: 2025-06-30 Name: Figurenbildstock Christus in der Rast GstNr.: 990/16 Oberdürnbach Christus in der Rast                                      |
| ja   | Datei hochladen | Figur Maria Immaculata HERIS-ID: 16349 Objekt-ID: 12608 marterl.at: 12159                                               | Standort KG: Oberdürnbach                                    | Auf einem Pyramidenpfeiler steht die Figur Maria Immaculata aus dem späten 18. Jahrhundert. | BDA-Hist.: Q37813165 Status: § 2a Stand der BDA-Liste: 2025-06-30 Name: Figur Maria Immaculata GstNr.: 1155 Oberdürnbach Immaculata                                                                 |
| ja   | Datei hochladen | Ortskapelle HERIS-ID: 16343 Objekt-ID: 12602                                                                            | Reikersdorf 16, gegenüber Standort KG: Reikersdorf           | Vermutlich aus dem späten 19. Jahrhundert stammt der schlichte Bau mit Rundapsis und Westtürmchen mit Zwiebelhelm. Die neobarocke Fassade hat faschengerahmte Rundbogenfenster. Oberhalb des Portals befindet sich eine Figurennische mit einer Madonna mit Kind. | BDA-Hist.: Q37812975 Status: § 2a Stand der BDA-Liste: 2025-06-30 Name: Ortskapelle GstNr.: 33 Reikersdorf Kapelle                                                                                  |
| ja   | Datei hochladen | Bildstock HERIS-ID: 16344 Objekt-ID: 12603                                                                              | Standort KG: Reikersdorf                                     | Der abgefaste Pfeiler mit reliefiertem Quaderaufsatz und Steinkreuzbekrönung stammt aus dem Jahre 1714. | BDA-Hist.: Q37813019 Status: § 2a Stand der BDA-Liste: 2025-06-30 Name: Bildstock GstNr.: 385 Reikersdorf Bildstock                                                                                 |
| ja   | Datei hochladen | ehemaliges Wasserschloss, heute Pfarrhof HERIS-ID: 16365 Objekt-ID: 12624                                               | Unterdürnbach 1 Standort KG: Unterdürnbach                   | Schloss Unterdürnbach ist ein zweigeschoßiges barockisiertes Schloss aus der Spätrenaissance. Die putzfeldgegliederte Fassade ist von einem Rundbogenportal durchbrochen. Die Fenster im Obergeschoß sind mit Sohlbänken und Verdachungen ausgestattet. Der Bau hat ein umlaufendes gekehltes Traufgesims. | BDA-Hist.: Q14545019 Status: § 2a Stand der BDA-Liste: 2025-06-30 Name: ehemaliges Wasserschloss, heute Pfarrhof GstNr.: 1/1 Schloss Unterdürnbach                                                  |
| ja   | Datei hochladen | ehemaliger Wirtschaftshof HERIS-ID: 16366 Objekt-ID: 12625                                                              | Unterdürnbach 1a Standort KG: Unterdürnbach                  | Die dreiflügelige Anlage westlich des Schlosses ist teilweise zweigeschoßig und stammt im Kern aus dem 16./17. Jahrhundert. Im Nordtrakt liegt ein repräsentatives spätbarockes Säulenportal mit Vasenbekrönung und geschwungenem Spitzgiebel aus dem dritten Viertel des 18. Jahrhunderts. Im Giebel des Portals ist eine Wappenkartusche mit dem Wappen von Stift Lilienfeld zu sehen. Siehe auch Schloss Unterdürnbach. | BDA-Hist.: Q37813348 Status: Bescheid Stand der BDA-Liste: 2025-06-30 Name: ehemaliger Wirtschaftshof GstNr.: 1/2 Unterdürnbach Wirtschaftshof                                                      |
| ja   | Datei hochladen | Figur heiliger Johannes Nepomuk HERIS-ID: 16367 Objekt-ID: 12626 marterl.at: 11900                                      | Standort KG: Unterdürnbach                                   | Auf einem mit 1726 bezeichneten Volutensockel steht eine Figur des hl. Johannes Nepomuk. | BDA-Hist.: Q37813373 Status: § 2a Stand der BDA-Liste: 2025-06-30 Name: Figur heiliger Johannes Nepomuk GstNr.: 32/1 Unterdürnbach Johannes Nepomuk                                                 |
| ja   | Datei hochladen | Kath. Pfarrkirche hl. Maria Magdalena HERIS-ID: 16369 Objekt-ID: 12628                                                  | gegenüber Unterdürnbach 46 Standort KG: Unterdürnbach        | Die Pfarrkirche Maria Magdalena ist eine spätbarocke Saalkirche mit vorgestelltem Westturm und eingezogenem, im Kern gotischen Chor. Die Fassade aus der ersten Hälfte des 18. Jahrhunderts ist durch Rundbogenfenstern geöffnet und durch Faschen gegliedert. An der Südseite erhebt sich ein gotischer Sakristeianbau. Der Turm wird von Uhrengiebeln und einem Zwiebelhelm bekrönt. | BDA-Hist.: Q14912734 Status: § 2a Stand der BDA-Liste: 2025-06-30 Name: Kath. Pfarrkirche hl. Maria Magdalena GstNr.: 295 Unterdürnbach Pfarrkirche                                                 |
| ja   | Datei hochladen | Grabdenkmäler HERIS-ID: 16370 Objekt-ID: 12629                                                                          | Unterdürnbach 88, in der Nähe Standort KG: Unterdürnbach     | In Unterdürnbach befinden sich zahlreiche reliefierte Sandsteingrabmäler aus dem 18. Jahrhundert. | BDA-Hist.: Q37813421 Status: § 2a Stand der BDA-Liste: 2025-06-30 Name: Grabdenkmäler GstNr.: 294 Unterdürnbach Grabdenkmäler                                                                       |
| ja   | Datei hochladen | Lichtsäule HERIS-ID: 16371 Objekt-ID: 12630 marterl.at: 11893                                                           | Standort KG: Unterdürnbach                                   | Der abgefaste Schaft ist bezeichnet mit 1769. Er hat einen zweiseitig geöffnetem Tabernakelaufsatz und eine Steinkreuzbekrönung aus dem 17. Jahrhundert. Im Tabernakel steht eine Statuette der Maria Immaculata. | BDA-Hist.: Q37813431 Status: § 2a Stand der BDA-Liste: 2025-06-30 Name: Lichtsäule GstNr.: 300 Unterdürnbach Lichtsäule                                                                             |
| ja   | Datei hochladen | Pietà, Maria Dreieichen HERIS-ID: 16374 Objekt-ID: 12633 marterl.at: 14611                                              | Standort KG: Unterdürnbach                                   | Der abgefaster Pfeiler hat einen mit 1681 bezeichneten, reliefierten Quaderaufsatz und eine bekrönende Pietà-Figurengruppe, die mit 1797 bezeichnet ist. | BDA-Hist.: Q37813461 Status: § 2a Stand der BDA-Liste: 2025-06-30 Name: Pietà, Maria Drei Eichen GstNr.: 902 Unterdürnbach Pietá                                                                    |
| ja   | Datei hochladen | Stiftspresshaus HERIS-ID: 16368 Objekt-ID: 12627                                                                        | Unterdürnbach 120 Standort KG: Unterdürnbach                 | Das Stiftspresshaus ist ein traufständiger Bau mit Schopfwalmdach und spätbarocker Putzgliederung. Das Rundbogenportal ist aus Marmor und stammt aus dem Jahre 1760. Es trägt ein Wappen des Stiftes Lilienfeld. | BDA-Hist.: Q37813403 Status: Bescheid Stand der BDA-Liste: 2025-06-30 Name: Stiftspresshaus GstNr.: 64 Unterdürnbach Stiftspresshaus                                                                |

## Ehemalige Denkmäler
| Foto |                 | Denkmal                                 | Standort             | Beschreibung | Metadaten                                                                                          |
| ---- | --------------- | --------------------------------------- | -------------------- | --- | -------------------------------------------------------------------------------------------------- |
| ja   | Datei hochladen | Ortskapelle HERIS-ID: Kein Wertbis 2010 | Standort KG: Grübern | Diese Kapelle war ein einfacher Bau mit Satteldach und westlichem Dachreiter aus dem Jahre 1764, die im ersten Viertel des 21. Jahrhunderts im Zuge einer Straßenverbreiterung abgerissen und durch ein neues Gebäude ersetzt wurde. | BDA-Hist.: Q125096143 Status: Bescheid Stand der BDA-Liste: 2010-06-24 Name: Ortskapelle GstNr.: 1 |